# Quasieulia
Quasieulia là một chi bướm đêm thuộc phân họ Tortricinae của họ Tortricidae.

## Các loài
- Quasieulia endela (Walsingham, 1914)
- Quasieulia hirsutipalpis (Walsingham, 1914)
- Quasieulia jaliscana Razowski & Brown, 2004
- Quasieulia mcguffini Powell, 1986